# Gerhard Harpers
Gerhard Harpers (Bochum, 12 marzo 1928 – 27 maggio 2016) è stato un calciatore tedesco, di ruolo centrocampista.

## Carriera

### Nazionale
Scese in campo con la maglia della Germania Ovest sei volte senza segnare nessun gol.